# Bron (Arvika)
Bron is een plaats in de gemeente Arvika in het landschap Värmland en de provincie Värmlands län in Zweden. De plaats heeft 64 inwoners (2005) en een oppervlakte van 20 hectare. De plaats wordt omringd door zowel landbouwgrond als bos. De plaats Gunnarskog (280 inwoners (2005)) ligt op ongeveer anderhalf kilometer afstand van Bron. De stad Arvika ligt ongeveer vijfentwintig kilometer ten zuiden van het dorp.